# Popova Hreblea, Cecelnîk
Popova Hreblea (în ucraineană Попова Гребля) este localitatea de reședință a comunei Cervona Hreblea din raionul Cecelnîk, regiunea Vinnița, Ucraina.

## Demografie
Componența lingvistică a localității Popova Hreblea
     Ucraineană (99,54%)
     Alte limbi (0,46%)
Conform recensământului din 2001, majoritatea populației localității Popova Hreblea era vorbitoare de ucraineană (99,54%), existând în minoritate și vorbitori de alte limbi.